# Legislación electoral hondureña
La legislación electoral hondureña es el conjunto de leyes que rigen el funcionamiento de las elecciones en Honduras y todo lo relacionado con ellas, tales como los partidos políticos, las candidaturas y los entes encargados de realizar el proceso electoral.  

## Antecesoras

### Ley de 1977
El 27 de diciembre de 1977 el presidente Juan Alberto Melgar Castro en Consejo de Ministros emitió el Decreto n.º 527, que contenía la Ley Electoral y de las Organizaciones Políticas. Con esta se creó el Tribunal Nacional de Elecciones (TNE), que junto al Registro Nacional de las Personas (RNP) eran los entes encargados de la organización, dirección y supervisión del proceso electoral y la elaboración del censo electoral. La ley incluía el principio de la representatividad proporcional y mandaba a los partidos políticos a celebrar elecciones internas para seleccionar a sus autoridades y a sus candidatos a cargos de elección popular. Además los partidos políticos tenían que contar con al menos 10 mil miembros para poder ser inscritos.
La ley entró en vigencia el 1 de enero de 1978 y únicamente reguló la elección para la Asamblea Constituyente de 1980, antes de ser derogada. El 31 de mayo de 1978 el RNP fue suprimido mediante el Decreto n.º 633.
En mayo de 1980, el gobierno de Honduras aprobó la Convención sobre la Eliminación de Todas las Formas de Discriminación contra la Mujer, creando una ley mediante el Decreto 979.

### Ley de 1981
La Asamblea Constituyente escogida en las elecciones de 1980 promulgó una nueva Ley Electoral y de las Organizaciones Políticas el 20 de abril de 1981, mediante el Decreto 53-81, y el 20 de enero de 1982 promulgó la Constitución de 1982. En ambas se reafirmó la existencia del Tribunal Nacional de Elecciones (TNE) y se volvió a crear el Registro Nacional de las Persona (RNP) como un ente dependiente del primero.
El TSE estaría integrado por un propietario y un suplente designados por la Corte Suprema de Justicia y un propietario y un suplente designados por cada uno de los partidos políticos —cuatro en ese entonces—, todos los cuales serían nombrados por la Secretaría de Gobernación y Justicia. La constitución mandaba que, si se aumentaba la cantidad de partidos políticos de modo que el número de propietarios y suplentes fuese par, la Secretaría nombraría a otro propietario y su suplente, designados por la Corte Suprema. La presidencia del TSE sería rotativa y duraría un año. Mientas que el RNP estaría encabezado por un director y un subdirector nombrados por el TSE.
La nueva constitución le dio al Estado la responsabilidad de contribuir al financiamiento de los partidos políticos, a los cuales se les prohíbe recibir subvenciones o subsidios de gobiernos, organizaciones o instituciones extranjeras (art. 49-51). La Ley Electoral, por su parte, permitió la participación de candidatos independientes en todos los niveles menos en el municipal, aumentó de 10 mil a 20 mil el número de firmas necesarias para la inscripción de un partido político, no permitió el voto cruzado, siendo solamente posible votar por un partido político y toda su fórmula de candidatos; y dispuso el financiamiento a los partidos políticos con base en sus votos obtenidos en la última elección.